# Tragia montana
Tragia montana là một loài thực vật có hoa trong họ Đại kích. Loài này được (Thwaites) Müll.Arg. miêu tả khoa học đầu tiên năm 1865.